# Feuilleea juglandifolia
Feuilleea juglandifolia là một loài thực vật có hoa trong họ Cucurbitaceae. Loài này được (Willd.) Kuntze mô tả khoa học đầu tiên năm 1891.